# Zvonimir Roso
Zvonimir Roso (Kuna Pelješka, 6. ožujka 1938. – Zagreb, 4. ožujka 1997.) hrvatski kriminalist i psiholog. Začetnik poligrafije u Hrvatskoj, te tvorac svjetski poznate “zagrebačke škole poligrafa”. 

## Životopis
Rodio se u Kuni na poluotoku Pelješcu. Diplomirao je na Filozofskom fakultetu u Zagrebu  - psihologija, pedagogija, završio postdiplomski studij psihoterapije na Medicinskom fakultetu u Zagrebu (Centar za mentalno zdravlje), te magistrirao u Skoplju na Fakultetu za sigurnost. Bio je redoviti profesor na Fakultetu krimininalističkih znanosti u Zagrebu (Visoka policijska škola).
Autor je dviju knjiga i niza znanstvenih radova. Knjiga “Poligraf u kriminalistici” opisuje psihološke i fiziološke osnove poligrafskog testiranja, simptomatologiju ponašanja ispitanika, uvjete primjene poligrafa i metode rada. Knjigu koriste stručnjaci i studenti kriminalistike, prava i psihologije. Čuva se u Kongresnoj knjižnici u Washingtonu. 
Zvonimir Roso, kao začetnik poligrafije u Hrvatskoj, bio je ugledan praktičar, ali i jedan od rijetkih koji je uspio sintetizirati svoje iskustvo i objaviti prvi udžbenik s tog područja znanosti u jugoistočnoj Europi.
Zvonimir Roso je zaslužan da je Zagreb postao svjetski cijenjeno poligrafsko središte. Studenti koje je obučavao nastavili su rad na temeljima koje je postavio, pa je tako 1998. na Policijskoj akademiji u Zagrebu počela s radom međunarodna poligrafska škola na kojoj su se, pored hrvatskih ispitivača, školovali i poligrafski stručnjaci iz nekoliko europskih zemalja.

## Znanstveni radovi
- Informativni razgovori i intervju, MUP RH, 1995.[1]
- Poligraf u kriminalistici, MUP RH, 1987. (2. izd. 1996.)[2]

## Vanjske poveznice
- Hrvatski ljetopis za kazneno pravo i praksu Vol.4 Br.2/1997. Zvonimir Roso (1938-1997), hrvatski kriminalist